# Scott Sabeka
Scott Sabeka es un personaje ficticio de la serie de televisión británica Hollyoaks, interpretado por el actor Scott Sabeka desde el 28 de septiembre del 2011, hasta el 2 de agosto del 2012.

## Biografía
Scott llega cuando se une a la escuela en Hollyoaks, inmediatamente se hace amigo de Will Savage, Annalise Appleton, Barney Harper-McBride y Rob Edwards quienes se encuentran en el mismo pasillo de los dormitorios, poco después Scott empieza a ayudar a Rob a planear su aniversario con Annalise ayudándolo a hacer las invitaciones para la fiesta el cual Rob pretende haberlas hecho para impresionar a Annalise, sin embargo cuando Annalise se da cuenta de que en realidad Scott las hizo ella y Scott se unen y aún más cuando Scott le dice que Rob no la trata bien.
Cuando Annalise comienza a tener más problemas en su relación con Rob casi besa a Scott, ambos comienzan a luchar para esconder sus sentimientos pero antes de que pase algo Scott le dice que debe de decidir entre él y Rob, Annalise termina con Rob pero decide quedarse sola por un tiempo por lo que Scott le da tiempo, pero cuando descubre que Annalise se acostó con Joel Dexter e intenta discutir con ella acerca de lo sucedido Annalise le dice que tiene que esperar.
Cuando Scott va a pasar sus vacaciones a su hogar Barney se une cuando llegan a la casa de la abuela de Scott, Mags esta le dice a su nieto que debe de reparar su relación con su amigo Mitchell, más tarde ese día Scott le cuenta a Barney que Mitchell está encerrado en la cárcel pot cometer un crimen en el cual Scott iba a participar pero se había retirado y desde entonces Mitchell no hablaba con él. Mags convence a Scott de boxear con Mitchell y como resultado ambos ponen a un lado sus diferencias y se vuelven amigos otra vez. Cuando Soctt regresa a casa encuentra a su abuela muerta lo que lo destroza, durante el funeral Annalise llega y le dice a Scott que quiere estar con él, ambos comienzan a salir en secreto pero Wardy, un amigo de Rob los ve besándose y le dice a Rob sin embargo en vez de moelstarse Rob aceta que Annalise ya ha avanzado y que él debe de hacer lo mismo.